# Nippon Seinenkan
Nippon Seinenkan (日本青年館?) Es un complejo hotelero y de convenciones en Shinjuku, Tokio, Japón. La sala principal tiene capacidad para 1.360 personas.

## Presentaciones
Entre los artistas musicales que se han presentado en el Nippon Seinenkan se incluyen a Shiritsu Ebisu Chūgaku el 1 de julio de 2012. Otros incluyen a Frank Zappa, Thin Lizzy, Dire Straits, Black Sabbath y AC/DC, entre otros.